# Codroy Valley Provincial Park
Codroy Valley Provincial Park eller Codroy Valley Beach Provincial Park är en provinspark i Newfoundland och Labrador i Kanada.  Den ligger på Newfoundlands sydvästra ände vid Grand Codroy Rivers utlopp i Saint Lawrenceviken. Parken består av en strand där det bland annat finns flöjtstrandpipare (Charadrius melodus).